# オキシリピン

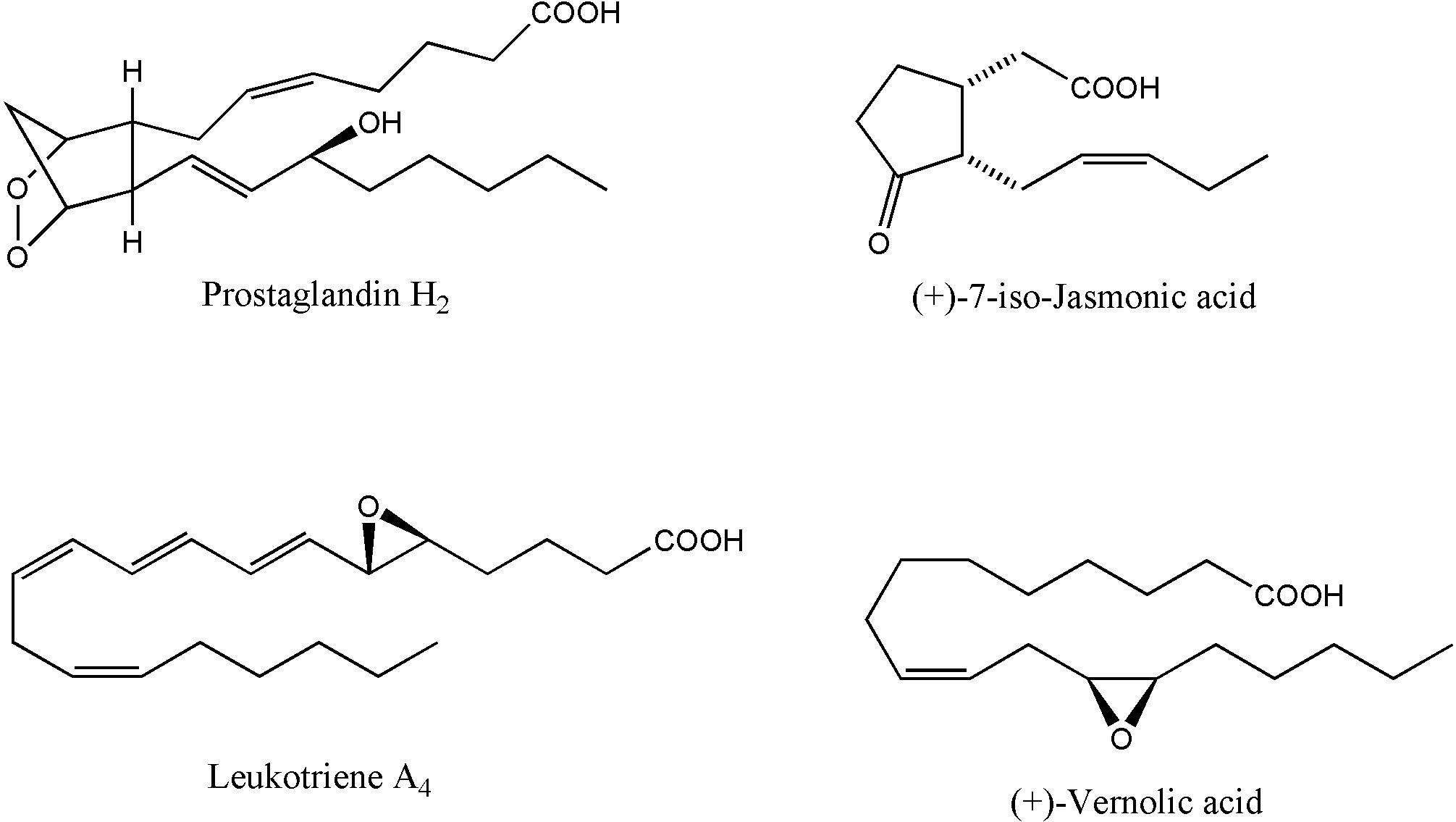
オキシリピン類の構造

オキシリピン（oxylipin）類は、少なくとも1段階の二酸素 (O2) 依存的酸化を含む経路によって脂肪酸から形成される酸素化天然物の一群である。オキシリピン類の多くは生理学的重要性を有する。
オキシリピン類は、植物、動物、菌類を含む好気性生物において広く見られる。典型的には、オキシリピン類は組織には貯蔵されず、要求に応じてエステル化体から前駆体脂肪酸が遊離することによって形成される。
オキシリピン類の生合成はジオキシゲナーゼあるいはモノオキシゲナーゼによって開始される。しかしながら、非酵素的自動酸化過程もオキシリピンの形成に寄与している（フィトプロスタン類、イソプロスタン類）。ジオキシゲナーゼは、リポキシゲナーゼ（植物、動物、菌）、ヘム依存的脂肪酸オキシゲナーゼ（植物、菌）、シクロオキシゲナーゼ（動物）を含む。脂肪酸ヒドロペルオキシドあるいはエンドペルオキシドはこれらの酵素の作用によって形成される。オキシリピン生合成に関与するモノオキシゲナーゼはシトクロムP450スーパーファミリーに属し、二重結合を酸化しエポキシドを形成したり、飽和炭素を酸化しアルコールを形成することができる。自然界ではオキシリピンを二次産物に代謝する数多くの酵素を進化させてきた。それらの多くは強い生物活性を有している。特に重要なのは動物におけるシトクロムP450（CYP5A1、トロンボキサンシンターゼ; CYP8A1、プロスタサイクリンシンターゼ）、植物・下等動物、バクテリアにおけるヒドロペルオキシド代謝酵素のCYP74ファミリーである。植物界および動物界では、C18およびC20多価不飽和脂肪酸がオキシリピン類の主要な前駆体である。
炭素数20の必須脂肪酸から合成されるためエイコサノイド（ギリシャ語で20を意味するイコサから）と呼ばれる動物におけるオキシリピン類は、例えば平滑筋（血管系、子宮筋層）や血小板に対して強力な拮抗作用を有する。あるエイコサノイド（ロイコトリエンB4およびC4）は炎症誘発性であるが、レゾルビンやプロテクチンなどは抗炎症性であり、組織損傷に続く消散過程に関与している。植物のオキシリピン類は主に個体発生や生殖過程の制御、様々な微生物病原体やその他の害虫に対する抵抗性に関与している。

## 関連文献
- 宮岡宏明、山田泰司「海産オキシリピンの全合成研究」『有機合成化学協会誌』第59巻第6号、有機合成化学協会、2001年、599-606頁、doi:10.5059/yukigoseikyokaishi.59.599。